# ماوريتسيو سيرا
ماوريتسيو سيرا (بالإنجليزية: Maurizio Serra)‏ هو كاتب ودبلوماسي بريطاني، ولد في 1955 في لندن في المملكة المتحدة.